# Zemlje Krune sv. Vaclava
Zemlje Krune sv. Vaclava (češki: Země Koruny svatováclavské), također i Zemlje Češke krune (češki: Země Koruny české), naziv je skupa povijesnih zemalja koje su se nalazile pod vlašću češkoga kralja. Jezgru toga područja činile su tzv. »češke zemlje«, to jest Kraljevina Bohemija, Markgrofovija Moravska i Šlesko Vojvodstvo. Uz ove zemlje, Češkoj kruni pripadale su Gornja i Donja Lužica, a jedno vrijeme i Gornja Falačka i Brandenburg. U pravnom smislu Češku krunu utemeljio je 7. travnja 1348. kralj Karlo IV. koji je odredio da ove zemlje, bez obzira na dinastičke promjene, ostanu međusobno povezane.
Zemlje Češke krune nisu činile ni personalnu uniju, ni federaciju, nego je Češka predstavljala »glavu«, a ostale su zemlje bile »udovi«. Dok su s jedne strane Česi naglašavali jedinstvo ovih zemalja i centralnu upravu, stanovnici Moravske, Šleske i Lužica naglašavali su autonomiju svojih zemalja koje su se slobodnom voljom pridružile Češkoj. Unatoč tome, vodeću ulogu Češke stanovnici ostalih zemalja Češke krune nisu dovodili u pitanje, tražeći ipak ponekad veći utjecaj u upravi zemlje, naročito u 15. stoljeću kad su zahtijevali veća prava prilikom izbora kralja.
Osim kralja, zemlje Češke krune nisu imale zajedničkih državnih tijela, što je u razdobljima krize bilo značajan nedostatak. 1526. godine zemlje Češke krune prešle su u vlast Habsburgovaca. Krajem 16. stoljeća veze među zemljama potajale su sve snažnije pa početkom Tridesetogodišnjeg rata došlo do stvaranja Češke federacije. No, porazom u ratu i ova je ideja propala. U sljedećem razdoblju zemlje Češke krune izgubile su jedinstvo te su bile zasebne habsburške nasljedne zemlje unutar Habsburške Monarhije. Već 1635. Lužice su prešle pod vlast Saske, a 1742. Marija Terezija bila je prisiljena veći dio Šleske predati Pruskoj. Tako su unutar Monarhije od zemalja Češke krune ostale samo Češka, Moravska i Austrijska Šleska. Od 1849. ove će zemlje biti dijelom krunskih zemalja, a od 1867. pripadat će austrijskom dijelu Austro-Ugarske.

## Češke zemlje

### Krunske zemlje
| Krunske zemlje      | Tip           | Karta | Glavni grad | Etnička skupina                    | Vjera                                                                       |
| ------------------- | ------------- | ----- | ----------- | ---------------------------------- | --------------------------------------------------------------------------- |
| Bohemija            | Kraljevina    |       | Prag        | Česi Nijemci                       | Katolička Crkva Husiti (15. – 17. st.) Anabaptizam (15. – 17. st.) Luterani |
| Moravska            | Markgrofovija |       | OlomoucBrno | Česi Moravci Nijemci               | Katolička Crkva Luterani                                                    |
| Šleska              | Vojvodstvo    |       | Wrocław     | Nijemci Česi Šlezi Moravci Poljaci | Katolička Crkva Luterani                                                    |
| Gornja Lužica       | Markgrofovija |       | Bautzen     | Nijemci Lužički Srbi               | Luterani                                                                    |
| Donja Lužica        | Markgrofovija |       | Lübben      | Nijemci Lužički Srbi               | Luterani                                                                    |
| Görlitz (Zgorzelec) | Vojvodstvo    |       | Görlitz     | Nijemci Lužički Srbi               | Katolička Crkva                                                             |

### Ostale zemlje
- Brandenburg je 1373. pripojio Karlo IV. od markgrofa Otona V. Karlov sin Žigmund Luksemburški izgubio je Brandenburg u korist Fridrika I. 1415. godine
- Susjedne sjeverne dijelove Gornje Falačke (Češku Falačku) pripojio je Karlo IV. 1355. godine. Karlov sin Vaclav izgubio je 1401. ta područja u korist Falačke pod vlašću Ruperta Falačkog
- Egerland

## Povezano
- Kruna sv. Vaclava
- Habsburške nasljedne zemlje
- Krunske zemlje
- Zemlje Krune sv. Stjepana
- Češko državno pravo